# ببغاء الصخر
ببغاء الصخر (باللاتينية: Neophema petrophila) (بالإنجليزية: Rock parrot)‏ أو (بالإنجليزية: rock elegant)‏ ، هو نوع ينتمي إلى بستاكوليداي (فصيلة: Psittaculidae) .